# Phai Phongsathon
Phai Phongsathon (în thailandeză ไผ่ พงศธร, n. 12 iunie 1982, Provincia Yasothon, Thailanda) este un actor și cântăreț thailandez.

## Tinerețe
Phai Phongsathon are numele său adevărat Prayoon Srijan. El s-a născut pe 12 iunie 1982  în provincia Yasothon și și-a început cariera muzicală în 2005, colaborând cu GMM Grammy V roce 2005 je zpěvákem GMM Grammy..
El absolvit Rattana Bandit universitate

## Discografie

### Album
1. 2005 – Fon Rin Nai Mueng Luang (ฝนรินในเมืองหลวง)
2. 2007 – Kam San Ya Khong Num Ban Nok (คำสัญญาของหนุ่มบ้านนอก)
3. 2008 – Yak Bok Wa Ai Ngao (อยากบอกว่าอ้ายเหงา)
4. 2009 – Yak Mee Thoe Pen Fan (อยากมีเธอเป็นแฟน)
5. 2009 – Mee Thoe Jueng Mee Fan (มีเธอจึงมีฝัน)
6. 2010 – Pen Phuen Mai Dai Hua Jai Yak Pen Fan (เป็นเพื่อนไม่ได้ หัวใจอยากเป็นแฟน)
7. 2012 – Siea Jai Kree Krang Koea Yang Lueak Thoe (เสียใจกี่ครั้งก็ยังเลือกเธอ)
8. 2013 – Tang Jai Tae Yang Pai Mai Thueng (ตั้งใจแต่ยังไปไม่ถึง)
9. 2014 – Yaak Pen Kri Khon Nueng Thee Fan Thueng (ปอยากเป็นใครคนนั้นที่ฝันถึง)
10. 2017 – Rak Tae Bo Dai Plae Waa Ngo (รักแท้บ่ได้แปลว่าโง่)
11. 2018 – Thim Ai Wai Trong Nee La (ถิ่มอ้ายไว้ตรงนี้ล่ะ)
12. 2019 – Pai Huk Kun Sa (ไปฮักกันสา)